# Railliardia sherffiana
Railliardia sherffiana là một loài thực vật có hoa trong họ Cúc. Loài này được (Fosberg) Sherff miêu tả khoa học đầu tiên năm 1951.